# سیارک ۳۶۶۲
سیارک ۳۶۶۲ (به انگلیسی: 3662 Dezhnev، نامگذاری:1980RU2) سه هزار و ششصد و شصت و دومین سیارک کشف شده‌است که در ۸ سپتامبر ۱۹۸۰ کشف شد.
قدر مطلق سیارک برابر ۱۲٫۰۰ است.